# プソイドペレチエリン
プソイドペレチエリン（英語:Pseudopelletierine）はザクロの木の根皮から単離されたアルカロイドのうちもっとも含有量の多いアルカロイドである。そのほかのアルカロイドは少なくとも3種類以上あり、ペレチエリン (pelletierine, C
8H
15NO)、イソペレチエリン (isopelletierine, C
8H
15NO)、そしてメチルペレチエリン (methylpelleteirine, C
9H
17ON)である。それぞれ根皮1kgから1.8g、0.52g、0.01g、0.20gがとれる。
この化合物はトロピノンの同族体であり、グルタルアルデヒド （スクシンアルデヒドよりこちらの方が望ましい）アセトンジカルボン酸と塩化メチルアンモニウムを使ってロビンソンのトロピノン合成に似た方法で合成できる。この化合物はリヒャルト・ヴィルシュテッターによる10段階にわたるシクロオクタテトラエン合成の出発物質となる。この合成法は、酸化と何回かのホフマン脱離を経由する。
硫酸ペレチエリンはイラクでアメーバを駆除する薬として用いられる。この物質はストリキニーネのように覚醒反射を誘発し、サナダムシ類（多節条虫亜綱）や白癬菌、線虫などに有効である。木の皮から単離された単純な化合物が試験管内で、腸内細菌であるサルモネラ属によって引き起こされる腸チフスやコレラ、単純ヘルペス、エイズやガンなどに有効であることが示されている。